# Von Flygarell
von Flygarell var en svensk adelsätt som adlades år 1554 och utslocknade år 1834.